# Don Juan Quilligan
Pour plus de détails, voir Fiche technique et Distribution.
Don Juan Quilligan est un film américain réalisé par Frank Tuttle, sorti en 1945.

## Fiche technique
- Titre : Don Juan Quilligan
- Réalisation : Frank Tuttle
- Scénario : Arthur Kober, Frank Gabrielson (en) et Herbert Clyde Lewis
- Photographie : Norbert Brodine
- Montage : Norman Colbert
- Musique : David Raksin
- Société de production : 20th Century Fox
- Pays de production : États-Unis
- Format : Noir et blanc - 1,37:1
- Genre : comédie
- Durée : 75 minutes
- Date de sortie : 1945

## Distribution
- William Bendix : Patrick Michael Quilligan (Don Juan)
- Joan Blondell : Marjorie Mossrock
- Phil Silvers : MacDenny
- Anne Revere : Mme Cora Rostigaff
- B. S. Pully (en) : Ed Mossrock
- Mary Treen : Lucy Blake
- John Russell : Howie Mossrock
- Veda Ann Borg : Beattle LaRue
- Thurston Hall : Juge
- Cara Williams : Fleuriste
- Richard Gaines : Avocat
- Hobart Cavanaugh : Mr Rostigaff